# 淵脇正恵
淵脇 正恵（ふちわき まさえ、1975年3月1日 - ）は、鹿児島放送（KKB）の元アナウンサー。

## 経歴
- 鹿児島県鹿児島市出身。
- ノートルダム清心女子大学卒業。
- 1997年 KKBアナウンサー（同期に若林芽育）
  - 地上デジタル放送推進大使のKKB前代表。
- 2009年4月 KKB東京支社 東京での鹿児島の話題を中心に現在でも姿を見せることはある。

## アナウンサー時代の担当番組
- KKBニュース
- Kingspe
- かごしま農業王国
- 週刊かごしま